# Bang Kapi
Bang Kapi est l'un des 50 khets de Bangkok, Thaïlande. Ce khet a été créé en 1911. Sa superficie est de 28,5 km2 et sa population est de 148 819 habitants. 

## Histoire
Ce quartier était un quartier rural au début du XXe siècle (comme bien d'autres quartiers de Bangkok dont Phaya Thai, Watthana etc.). 
La nouvelle de Mai Muengderm "Plae Kao" (thaï : แผลเก่า ; The Scar ; La Cicatrice), une nouvelle considérée comme le "Roméo et Juliette" thaï, adaptée au cinéma entre autres par Cherd Songsri en 1977, se déroule dans les rizières de Bang Kapi dans les années 30,,,,.

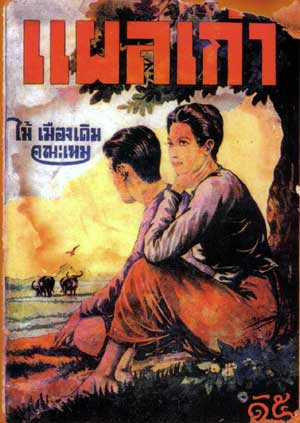
Couverture du livre แผลเก่า (la cicatrice) de Mai Muangderm (ไม้ เมืองเดิม) illustrée par Hem Vejakorn en 1936

## Points d'intérêt
- Le nouveau centre aquatique de Thaïlande qui accueillera cinq sports des 33ème jeux d'Asie du Sud-Est (SEA) en 2025 : Natation, water-polo, plongée, natation artistique et marathon (devrait être achevé en 2024)[6]
- Fédération thaïlandaise de rugby à XV
- Stade Indoor Huamark[7] et Stade Rajamangala
- Université Ramkhamhaeng
- Batcat Museum[8]

## Galerie

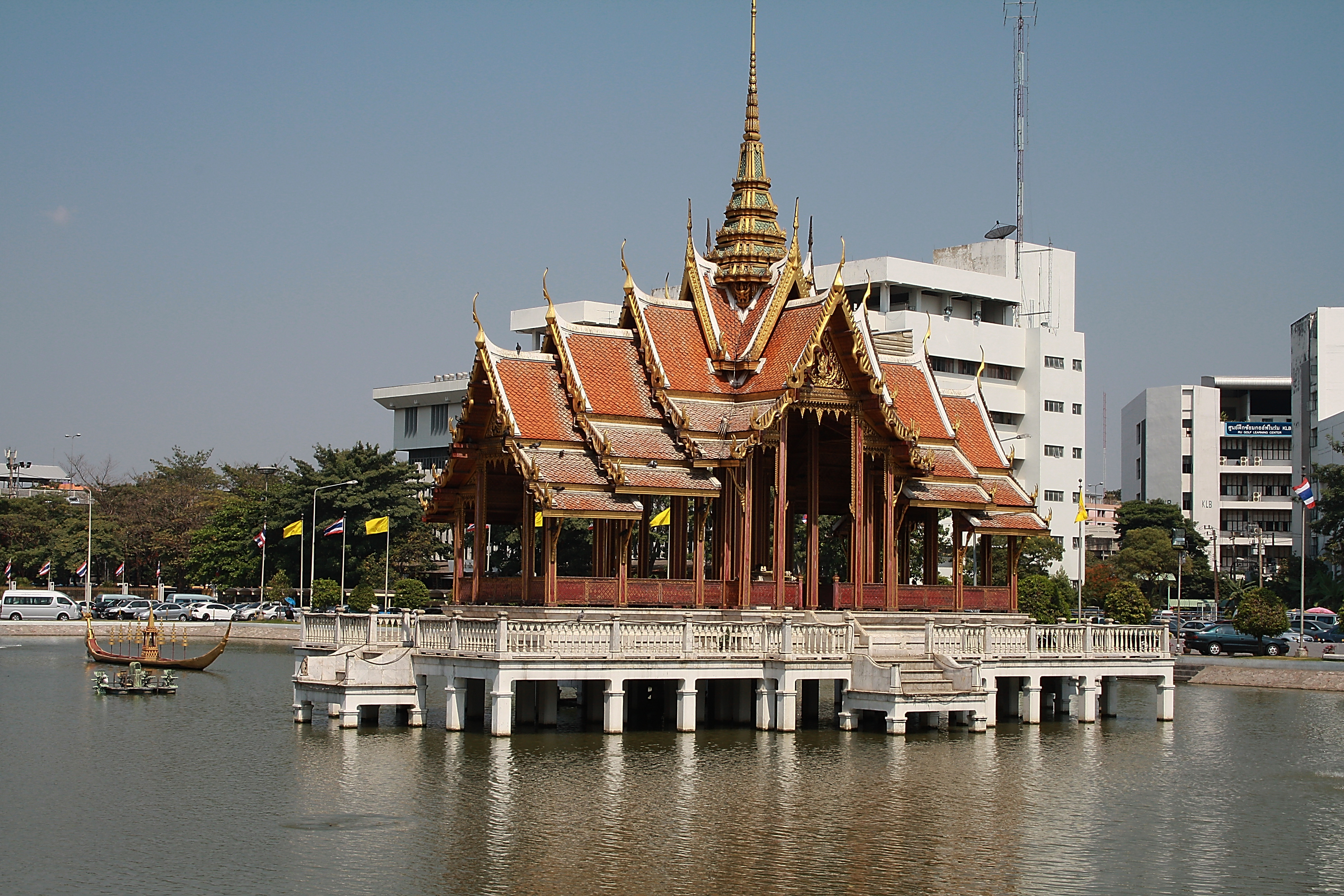
Université Ramkhamhaeng

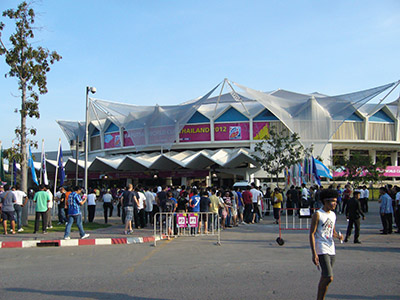
Stade Indoor Hua Mark